# Eulophia stenopetala
Eulophia stenopetala är en orkidéart som beskrevs av John Lindley. Eulophia stenopetala ingår i släktet Eulophia och familjen orkidéer. Inga underarter finns listade i Catalogue of Life.